# Запис Драгићевића крушка (Лозница)
Запис Драгићевића крушка (Лозница) се налази на парцели чији је власник Драгићевић Мирослав.

## Локација
| Општина             | Чачак                                                                       |
| Катастарска општина | Лозница                                                                     |
| Потес               | Русавица                                                                    |
| Координате          | 43° 51′ 03″ С; 20° 18′ 54″ И / 43.850700000000003° С; 20.315100000000001° И |
| Надморска висина    | 485m                                                                        |

## Карактеристике
Дендрометријске вредности утврђене на терену и сателитским снимцима:
| Стабло                     | Крушка |
| Висина стабла              | m      |
| Обим дебла                 | m      |
| Пречник крошње             | 0m     |
| Пречник дебла              | m      |
| Висина дебла до прве гране | m      |

## База записа
Запис је у оквиру Викимедија пројекта "Запис - Свето дрво" заведен под редним бројем 0912.